# Subnotebook

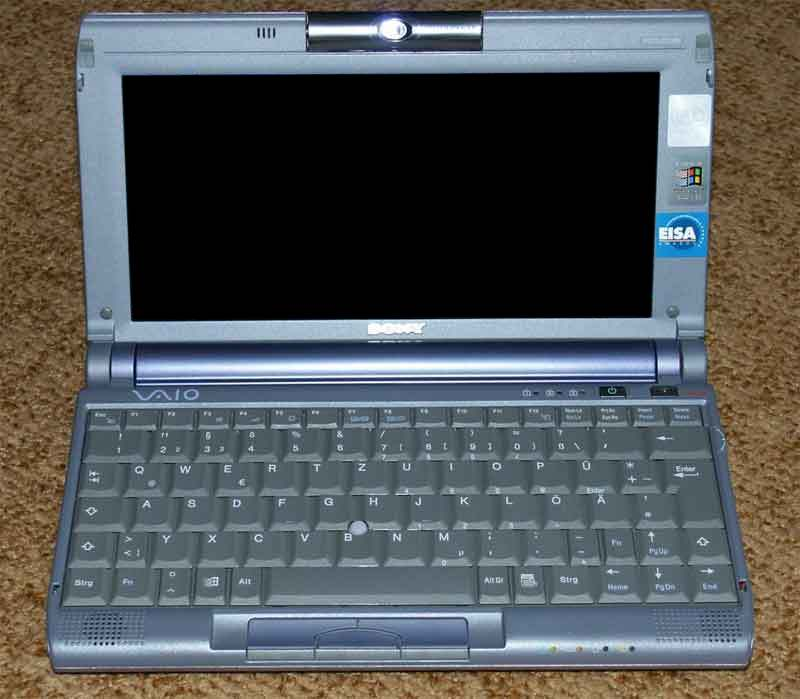
Sony VAIO model C1 subnotebook

Subnotebook (čti sab’noutbuk) je druh přenosného osobního počítače, který je menší než notebook. Půdorys je menší než A4, váha je zpravidla menší než 2 kg a výška je menší než 4 cm. Na rozdíl od notebooku má obvykle mechaniky na výměnná média (CD/DVD-ROM, disketa) externí, nyní připojitelná nejčastěji pomocí rozhraní USB.